# Solana del Pino
Solana del Pino è un comune spagnolo di 353 abitanti situato nella comunità autonoma di Castiglia-La Mancia.